# نرون (فیلم)
نرون (ایتالیایی: Nerone) یک فیلم کمدی ایتالیایی به کارگردانی آلساندرو بلازتی است که در سال ۱۹۳۰ منتشر شد. از بازیگران آن می‌توان به اتوره پترولینی و مرچدس برینیونه اشاره کرد.